# Donne nella musica classica
Le donne sono attive in quasi tutti gli aspetti della musica classica, come le esibizioni strumentali, vocali, la direzione orchestrale, la direzione di cori, la ricerca accademica e la composizione contemporanea. Tuttavia, proporzionalmente agli uomini, la loro rappresentanza e il loro riconoscimento, specialmente a livelli più alti, sono di gran lunga inferiori al loro numero.
Sebbene le donne non abbiano avuto ruoli nelle orchestre sinfoniche fino a poco tempo fa, era molto più comune per le donne studiare gli strumenti musicali. Nell'Ottocento spesso le donne della classe superiore dovevano imparare uno strumento, spesso l'arpa, il pianoforte, la chitarra o il violino oppure imparare a cantare. Le donne si sono esibite anche come soliste più frequentemente negli ultimi anni. La pianista (e compositrice) Clara Schumann e la cantante Jenny Lind erano due esempi rari di spicco nel diciannovesimo secolo.

## Storia

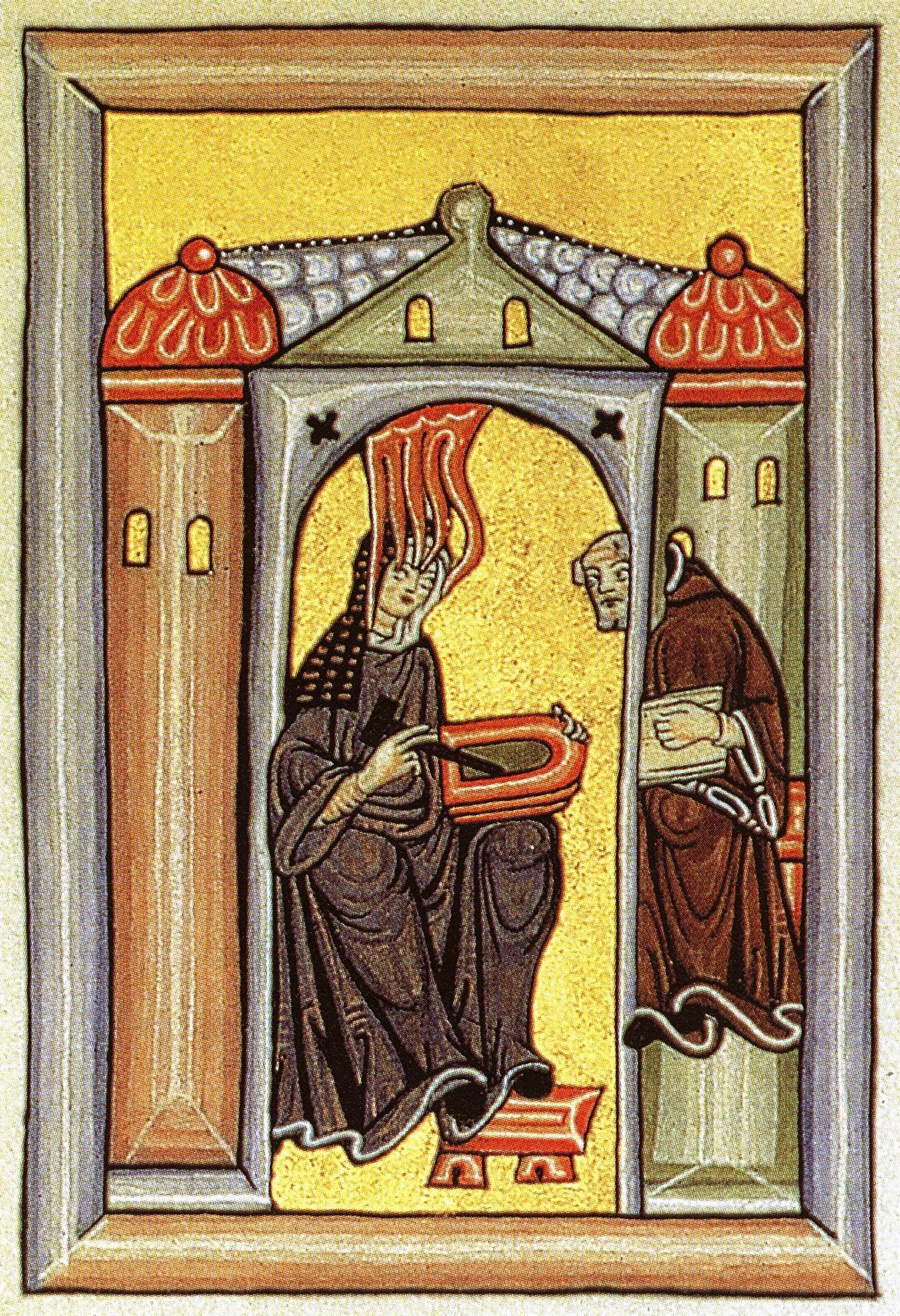
Ildegarda di Bingen

Una delle prime donne storicamente registrate nella musica medievale fu Ildegarda di Bingen, che scrisse canzoni religiose nel XII secolo. Verso la fine del secolo spicca inoltre la figura della trobairitz Contessa de Dia a cui viene attribuita la composizione in occitano A chantar m'er de so qu' eu no volria di cui ci è rimasta la musica.
Le donne erano anche necessarie per il funzionamento dei cori, che richiedono il registro superiore che le donne possono cantare, anche se Papa Leone IV (847-855 d.C.) proibì alle donne dei cori di cantare nelle chiese e Papa Pio X bandì le donne dai cori delle chiese nel 1907. Antonio Vivaldi ha diretto un'orchestra di sole ragazze nel 1714 in una scuola per le ragazze.
Un tempo era considerato appropriato per una giovane donna dell'alta società raggiungere la padronanza di uno strumento classico, di solito il pianoforte, l'arpa, la chitarra classica o la voce. Le donne non venivano istruite come professioniste tuttavia, perché per una donna era considerato immodesto esibirsi in pubblico. Queste linee guida di etichetta erano tipicamente diffuse da libri come Letters to a Young Lady, scritto da John Bennett nel 1798, e Letters to Young Ladies, scritto da Lydia Sigourney nel 1844. L'esibizione musicale era vista come un'occupazione femminile e quindi le scuole per le donne spesso avevano più attenzione alla musica che non le scuole per ragazzi. Infatti il primo conservatorio di musica negli Stati Uniti, la Music Vale Academy, fu fondato nel 1835 allo scopo di insegnare musica alle donne. La cultura delle donne che imparavano la musica era così notevole nel XVIII secolo che la pronipote di George Washington, Eleanor Custis Parke e la moglie di Thomas Jefferson, Martha Jefferson, erano musiciste.
Le donne non componevano spesso musica classica nel XVIII secolo. Mentre le composizioni scritte da donne erano accettabili in Europa e in Gran Bretagna, le composizioni scritte da donne americane erano spesso vagamente attribuite o non attribuite affatto.
Dal 1870 al 1910 le donne iniziarono ad occuparsi di più della musica classica, di solito in posti di insegnante. L'americana Clara Baur fu la prima donna a fondare un conservatorio, l'Università di Cincinnati - College-Conservatory of Music, nel 1867. La crescente popolarità americana della musica operistica in questo periodo di tempo contribuì anche a un numero crescente di donne nella musica classica, poiché le donne erano necessarie per cantare importanti parti femminili.

## XX secolo
Nel 1936 Nadia Boulanger diresse un concerto con la London Philharmonic, la prima donna a farlo. Negli anni successivi, la Boulanger diresse anche l'Orchestra di Filadelfia, la Boston Symphony Orchestra e la New York Philharmonic.
Dopo la fine della seconda guerra mondiale il numero di donne che lavoravano nella musica classica aumentò notevolmente negli Stati Uniti. Nel 1947 solo l'8% dei musicisti di un'orchestra sinfonica erano donne, rispetto al 26,3% nel 1982. Il numero di donne nelle orchestre europee, tuttavia, continuava a rimanere basso. Anche le donne di ruolo nelle università con incarichi di composizione erano molto rare negli anni '70, con il 10,6% di queste posizioni occupate da donne.
Nel 1984 Odaline de la Martinez divenne la prima donna a dirigere un concerto della BBC Promenade alla Royal Albert Hall.

## XXI secolo
Il rapporto tra donne e uomini nelle orchestre degli Stati Uniti è all'incirca uguale, ma il rapporto nelle orchestre europee è ancora basso. Ci sono relativamente poche donne direttrici d'orchestra, ma i numeri sono in aumento, dato che figure come Marin Alsop, Barbara Hannigan, Susanna Mälkki e Mirga Gražinytė-Tyla guadagnano l'attenzione e la popolarità del pubblico.
Tra le compositrici tedesche nominiamo qui le più note: Fanny Cäcilie Mendelssohn-Bartholdy, Clara Schumann, Alma Mahler.

## Donne nelle orchestre
La prima orchestra al mondo ad aver mai assunto donne musiciste fu la Queen's Hall Orchestra di Londra nel 1913, guidata da Sir Henry Wood. Prima del 1913 le donne suonavano in orchestre per sole donne, la prima delle quali fu fondata da Mary Wurm nel 1898 a Berlino. La prima donna ad entrare in un'orchestra americana fu l'arpista Edna Phillips, che fu accettata nell'Orchestra di Filadelfia nel 1930.
Le donne erano inesistenti nella maggior parte delle principali orchestre sinfoniche fino agli anni '60. Questo squilibrio era particolarmente rimarchevole nella direzione della musica delle orchestre sinfoniche, con il 4,1% delle principali orchestre negli Stati Uniti dirette da una donna, a novembre 2016 e tra i 150 migliori direttori riconosciuti al mondo, solo il 3,3% erano donne. Il divario si estende anche alle posizioni dei membri nelle orchestre sinfoniche. Nel 1982 la Berliner Philharmoniker assunse la sua prima donna, Madeleine Carruzzo. Nel 2003 la Wiener Philharmoniker nominò la sua prima musicista donna dopo 161 anni di attività senza donne. Di fatto vi era stato un esplicito divieto di assumere musicisti donne fino al 1996, quando la Filarmonica fu minacciata di tagli di bilancio da parte del governo austriaco.

## Donne compositrici
Sara Mohr-Pietsch in un articolo per The Guardian stima che circa il 40% dei compositori viventi sono donne, eppure, si lamenta, solo il 17% circa dei nomi sulle liste degli editori musicali sono donne. Una ricerca della Boston Symphony Orchestra suggerisce una discrepanza più netta; nella programmazione per le migliori 22 orchestre statunitensi nel 2014-2015, solo l'1,8% dei compositori era di sesso femminile. Riconoscendo che, in tempi storici, le opportunità per le donne come compositrici erano molto meno numerose (a causa di norme sociali indiscusse), la ricerca comprendeva un'analisi simile considerando le proporzioni dei compositori viventi programmate, ma anche all'interno di questo sottoinsieme di dati, la proporzione di compositori programmati che erano donne raggiunsero solo il 14,3%, ben lontani dalla quasi parità che si potrebbe desiderare in questi tempi teoricamente più illuminati e solo un terzo del 40% della Mohr-Pietsch.
In La lista del potere: Perché le donne non sono uguali nella nuova leadership e innovazione della musica, Ellen McSweeney parla di sei fattori contributivi generici identificati da Sheryl Sandberg in Facciamoci avanti. Le donne, il lavoro e la voglia di riuscire che potrebbero avere qualche effetto su questi numeri, il che richiederebbe un ulteriore indirizzamento per creare condizioni più allineate.
- Il fatto sociologico che le donne musiciste, come tutte le donne, pagano una "tassa di probabilità" quando si auto promuovono, sono assertive e di successo.
- Le donne musiciste hanno meno probabilità di intraprendere progetti ad alta visibilità, correre rischi professionali e concepirsi come leader, il che le mette in netto svantaggio nello sviluppo di carriere imprenditoriali.
- Le donne sottostimano costantemente i propri talenti e abilità, lasciandole in svantaggio nel regno essenziale dell'autopromozione.
- Quando si sceglie chi assumere, è molto più probabile che gli uomini scelgano un uomo.
- Allo stesso modo, gli uomini più anziani sono più propensi a guidare giovani uomini, piuttosto che giovani donne.
- Alle donne viene insegnato fin dalla tenera età a preoccuparsi se possono avere figli e una carriera.

## Reazioni
Kristin Kuster afferma che "Il messaggio che deve essere dato è che... [la composizione] è qualcosa... che [le donne] possono fare e... [le 'autorità' musicali] vogliono sentirle". Ha detto. "Se queste donne non vedono che questa è una possibilità, non possono nemmeno auto selezionarsi".
Marin Alsop ha detto che quando la sua carriera come direttrice d'orchestra iniziò a decollare, ipotizzò che ci fosse una tendenza più grande di donne che scelgono il mondo dell'orchestra. "Pensavo che stesse cambiando e poi non è cambiato", ha detto.
Ha dichiarato che può esserci la tendenza a celebrare primati importanti o successi individuali di alto profilo e a mala pena ipotizzare che questi avvenimenti unici significhino che un problema è risolto. "Non puoi arrenderti solo perché la casella è spuntata". Ha detto la Alsop. "Solo perché Jennifer Higdon ha vinto il premio Pulitzer [per la composizione] non è un motivo per non spingere per la prossima donna".

## Riparazione
Tra i gruppi che cercano di correggere lo squilibrio di genere nella musica sono:
- The International Alliance for Women in Music[18]
- Fondazione Adkins Chiti: Donne in Musica[19] presieduta da Patricia Adkins Chiti, un membro dell'organizzazione dell'UNESCO International Music Council (vedi European Music Council).

Tra i gruppi storici con obiettivi simili c'era la Society of Women Musicians nel Regno Unito.